# Веселин Панайотов
Веселин Боянов Панайотов е български сценарист.

## Биография
Роден е в село Дичин на 8 май 1932 г. Завършва през 1956 г. Софийският университет с право. На следващата година заедно с Владимир Костов създават в. „Средношколско знаме“. През 1965 г. става редактор на сп. „Младеж“. По-късно е директор на Българския културен център в Сирия. В периода 1975 – 1976 г. преминава едногодишен курс в Сорбоната по съвременна френска литература. Пише редица романи като „Бандата търси Африка“, „На чисто“, „Детето, което ни принадлежи“, „Забранено за възрастни“.

## Филмография
- Забранено за възрастни (1987)
- Пътешествие (1980)
- На чисто (1974)